# 謝格勒斯普林斯 (加利福尼亞州)
謝格勒斯普林斯（英語：Seigler Springs）是位於美國加利福尼亞州萊克縣的一個非建制地區。該地的面積和人口皆未知。

## 地理
謝格勒斯普林斯的座標為38°52′28″N 122°41′19″W / 38.87444°N 122.68861°W，而該地的平均海拔高度為868米（即2251英尺）。